# Arturo Seoane
Arturo Seoane (ur. 24 maja 1913, zm. 12 kwietnia 1987) – piłkarz urugwajski, obrońca.
Jako piłkarz klubu Montevideo Wanderers wziął udział w turnieju Copa América 1937, gdzie Urugwaj zajął czwarte miejsce. Seoane zagrał w dwóch meczach – z Paragwajem i Chile.